# Nicolae Dobrin
Nicolae Dobrin (Pitești, 26 agosto 1947 – Pitești, 26 ottobre 2007) è stato un allenatore di calcio e calciatore rumeno, di ruolo centrocampista offensivo.

## Carriera

### Club
Nella sua carriera ha militato nell'Argeș Pitești (con cui ha vinto due campionati) e nel Târgoviște.
Dobrin è stato tre volte Calciatore rumeno dell'anno, nel 1966, nel 1967 e nel 1971.

### Nazionale
Ha preso parte, insieme alla Nazionale di calcio della Romania, al campionato del mondo 1970.
Dobrin, nella nazionale di calcio della Romania, ha totalizzato 48 presenze in cui ha segnato 6 gol.

## Palmarès

### Giocatore

#### Club
- Campionato rumeno: 2

Argeș Pitești: 1971-1972, 1978-1979

#### Individuale
- Calciatore rumeno dell'anno: 3

1966, 1967, 1971

### Videografia
- (RO) Marian Olaianos, Nicolae Dobrin: Portretul fotbalistului artist, TVR Media, 2009.